# 厳稜
厳稜（厳㥄、げん りょう、生没年不詳）は、中国の南北朝時代の人物。本貫は馮翊郡臨晋県。

## 経歴
華北の戦乱を避けて、黄河の南の地方に避難した。南朝宋の広威将軍・陳留郡太守に任じられ、倉垣に駐屯した。泰常7年（422年）、北魏の山陽公奚斤が南征して潁川に進軍してくると、厳稜は文武の官500人を率いて奚斤に降伏し、冀州の明元帝のもとに送られた。平遠将軍の位を受け、郃陽侯の爵位を受けて、仮の荊州刺史となった。明元帝に従って南征し、帰還すると上客となった。太武帝が即位すると、中山郡太守に任じられ、清廉な統治で評価された。自邸で死去した。享年は90。
子に厳雅玉があり、郃陽侯の爵位を嗣ぎ、平南将軍・東兗州刺史となった。

## 伝記資料
- 『魏書』巻43 列伝第31
- 『北史』巻27 列伝第15